# Фыннань
Фэнна́нь (кит. упр. 丰南, пиньинь Fēngnán, буквально: «к югу от Фэнжуня») — район городского подчинения городского округа Таншань провинции Хэбэй (КНР).

## История
Во время Китайской республики эта территория находилась в составе уездов Фэнжунь и Луаньсянь. В 1946 году из них был выделен уезд Фэннань (丰南县).
В 1949 году был образован Специальный район Таншань (唐山专区), и уезд Фэннань вошёл в его состав. В 1954 году уезд Фэннань был присоединён к уезду Фэнжунь, но в 1961 году выделен вновь. В 1968 году Специальный район Таншань был переименован в Округ Таншань (唐山地区).
В 1983 году округ Таншань был расформирован, и уезд Фэннань вошёл в состав городского округа Таншань. В 1994 году уезд был преобразован в городской уезд. В 2002 году городской уезд Фэннань был преобразован в район городского подчинения.

## Административное деление
Район Фэннань делится на 1 уличный комитет, 11 посёлков и 3 волости. Также администрации района Фэннань подчиняется Ханьгуская зона (汉沽管理区), состоящая из нескольких участков, расположенных на территории Нового района Биньхай города центрального подчинения Тяньцзинь.